# Indischer Falscher Vampir

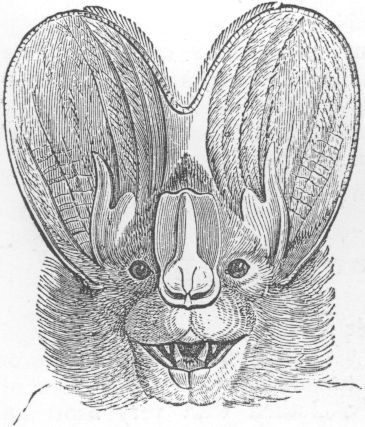
Illustration

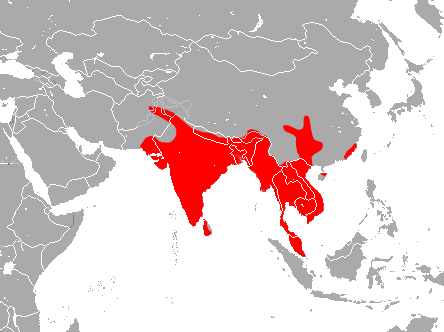
Verbreitungskarte

Der Indische Falsche Vampir (Megaderma lyra) ist eine Fledermausart der Hufeisennasenartigen. Sie kommt in Asien vor. Der Indische Falsche Vampir gehört zu den fleischfressenden Fledermäusen. Mit der Gattung der Vampirfledermäuse ist der Indische Falsche Vampir trotz einiger Gemeinsamkeiten in der Lebensweise nicht verwandt.

## Erscheinungsbild
Der Indische Falsche Vampir erreicht eine Kopf-Rumpf-Länge von 6,5 bis 9,5 Zentimetern. Er wiegt zwischen 40 und 60 Gramm.
Das Fell des Indischen Falschen Vampirs ist auf der Oberseite graubraun und an der Unterseite weißlich-grau gefärbt. Wie alle Großblattnasen ist der Indische Falsche Vampir durch die großen Ohren, das große Nasenblatt und durch das Fehlen eines Schwanzes charakterisiert. Die Augen sind im Verhältnis zum Kopf sehr groß.

## Verbreitung
Der Indische Falsche Vampir kommt in Südasien und Südostasien vor. Zu den Ländern mit einem Vorkommen zählen Pakistan, Indien, Sri Lanka, Myanmar, Südchina, Malaysia und die Philippinen. Sein Lebensraum sind feuchte Wälder.

## Lebensweise
Der Indische Falsche Vampir frisst kleine Fledermäuse und Vögel, Eidechsen und Frösche, Fische, Mäuse und Ratten sowie große Insekten. Die Jagd beginnt mit dem Einbruch der Dämmerung. Tagsüber ruhen Indische Falsche Vampire in Höhlen, aufgegebenen Bergwerken und unter Hausdächern. Ihre Ruheplätze wechseln sie sehr häufig. Andere Arten von Fledermäusen meiden die Ruheplätze des Indischen Falschen Vampirs.
Jagende Indische Falsche Vampire suchen die Ränder von Wasserstellen, Felsen und Mauern nach Beute ab. Die verhältnismäßig breiten, kurzen Flügel verhindern, dass sie sehr schnell fliegen, sie sind aber in der Lage, an einer Stelle in der Luft zu verharren. Sobald sie ein Beutetier gefangen haben, kehren sie mit diesem zu bestimmten Anwartplätzen zurück, um dort das Tier zu verzehren.
Indische Falsche Vampire sind das ganze Jahr aktiv und zeigen kein Winterschlafverhalten. Es ist aber sehr wahrscheinlich, dass sie jahreszeitliche Wanderungen unternehmen.

## Belege

### Einzelbelege
1. 1 2 3   Shrestha, S. 103